# Schmalensee
Schmalensee là một đô thị ở huyện Segeberg, bang Schleswig-Holstein Segeberg, ở bang Schleswig-Holstein, Đức. Đô thị Schmalensee có diện tích 8,68 km², dân số thời điểm ngày 31 tháng 12 năm 2006 là 486 người.